# ديموند مالت
ديموند مالت (بالإنجليزية: Demond Mallet)‏ مواليد 22 فبراير 1978 في ليسفيل، هو لاعب كرة سلة أمريكي. بدأ مسيرته الاحترافية في سنة 2001. يلعب مع فريق نانسي باسكت في الدوري الفرنسي لكرة السلة الدرجة الأولى كلاعب هجوم خلفي. يحمل الرقم 0.

## المسيرة الاحترافية
لعب مع بروس باسكتس في الدوري الألماني من سنة 2004 إلى 2006، ثم لعب مع جوفينتوت بادالونا في الدوري الإسباني من سنة 2007 إلى 2009، ثم لعب مع تورك تيليكوم في الدوري التركي في موسم 2009–2010، ثم لعب مع سبيرو شارلوروا في موسم 2010–2011، ثم لعب مع مكابي تل أبيب لكرة السلة في موسم 2011–2012، ثم لعب مع سبيرو شارلوروا في سنة 2012، ثم لعب مع أرتلاند دراغونز في الدوري الألماني في موسم 2012–2013، ثم لعب مع سبيرو شارلوروا في موسم 2013–2014.

## روابط خارجية
- ديموند مالت على موقع الدوري الأوروبي لكرة السلة (الإنجليزية)
- ديموند مالت على موقع الدوري الإسباني لكرة السلة (الإسبانية)
- ديموند مالت على موقع كرة السلة الأوروبية.كوم (الإنجليزية)
- ديموند مالت على موقع كلية كرة السلة في سبورتس رفرنس.كوم (الإنجليزية)
- ديموند مالت على موقع ريلجم (الإنجليزية)
- ديموند مالت على موقع بروبوليرز (الإنجليزية)
- ديموند مالت على موقع سبورتس رفرنس (الإنجليزية)